# Lituta
Lituta ist ein Verwaltungsbezirk (Ward) des Distrikts Madaba in der tansanischen Region Ruvuma.

## Geografie
Lituta liegt im Südwesten von Tansania etwa 70 Kilometer Luftlinie nordwestlich der Regionshauptstadt Songea. Der Bezirk grenzt im Norden an Wino, im Osten an Mkongotema, im Süden an Kilagano des Distrikts Songea und im Westen an Mahenje. Bei der Volkszählung 2022 lebten 12.312 Menschen in 3298 Haushalten auf einer Fläche von 537 Quadratkilometern.

## Gliederung
Der Bezirk besteht aus drei Gemeinden (Mtaa) mit 29 Orten (Kitongoji):
| Kipingo - Kipingo - Barazani - Matomondo - Mwangaza - Changarawe | Mtepa - Mtepa - Makaraveti - Mnazimoja - Majimaji - Digidigi - Mkwera - Maduara - Miembeni - Kidodoma | Lituta - Lituta - Mnadani - Msikitini - Mtakuja - Mansese - Njegea - Kidohelo - Labourline - Kibaoni - Mawese - Kifagulo - Mjimwema - Muungano - Majengo - Msono |

## Infrastruktur
- Bildung: Die Madaba Secondary School ist eine staatliche Schule mit einer Ausbildung bis zur 6. Stufe. Sie bietet auch Internatsplätze an.[7]
- Gesundheit: In der Gemeinde Mtepa liegt ein Gesundheitszentrum[8] und in Kipingo befindet sich eine öffentliche Apotheke.[9]